# Marius Holtet
Marius Holtet (* 31. August 1984 in Hamar) ist ein ehemaliger norwegischer Eishockeyspieler, der im Verlauf seiner aktiven Karriere zwischen 2000 und 2014 unter anderem annähernd 350 Spiele für den Färjestad BK in der Elitserien bzw. Svenska Hockeyligan auf der Position des Centers bestritten hat. Mit Färjestad gewann Holtet zweimal die schwedische Meisterschaft. Zudem absolvierte er über 270 weitere Partien für die Houston Aeros und Iowa Stars in der American Hockey League (AHL).

## Karriere
Marius Holtet begann seine Karriere als Eishockeyspieler in der Jugend des schwedischen Erstligisten Färjestad BK, in der er bis 2002 aktiv war. Anschließend wurde er im NHL Entry Draft 2002 in der zweiten Runde als insgesamt 42. Spieler von den Dallas Stars aus der National Hockey League (NHL) ausgewählt. Zunächst spielte der Angreifer jedoch zwei Jahre lang für den Bofors IK in der zweitklassigen Allsvenskan.
Im Sommer 2004 wechselte der Norweger nach Nordamerika und spielte in der Saison 2004/05 für Dallas’ Farmteam aus der American Hockey League (AHL), die Houston Aeros sowie für deren Kooperationspartner aus der ECHL, die Louisiana IceGators. Auch in den folgenden beiden Spielzeiten kam der Rechtsschütze nicht für Dallas in der NHL zum Einsatz. Stattdessen spielte er für deren neuen AHL-Kooperationspartner Iowa Stars. Im Sommer 2008 kehrte Holtet zu Färjestad BK zurück, für die er bereits in der Jugend aktiv war und gewann mit der Mannschaft in der Saison 2008/09 erstmals in seiner Laufbahn den schwedischen Meistertitel gewann. Diesen Erfolg konnte er im Frühjahr 2011 mit seiner Mannschaft wiederholen.
Am 30. Dezember 2013 erlitt Holtet durch einen Bodycheck im Spiel gegen Leksands IF eine Gehirnerschütterung, in deren Folge er kein Spiel mehr absolvieren konnte. Im Dezember 2015 gab der Center sein endgültiges Karriereende bekannt.

### International
Für Norwegen nahm Holtet im Juniorenbereich an den U18-Junioren-Weltmeisterschaften 2001 und 2002 sowie den U20-Junioren-Weltmeisterschaften der Division I in den Jahren 2002, 2003 und 2004 teil. 
Im Seniorenbereich stand er im Aufgebot seines Landes bei der Weltmeisterschaft der Division I 2003 sowie den A-Weltmeisterschaften 2006, 2008, 2009, 2010, 2011, 2012 und 2013. Zudem spielte er für Norwegen bei den Olympischen Winterspielen 2010 im kanadischen Vancouver.

## Erfolge und Auszeichnungen
- 2009 Schwedischer Meister mit dem Färjestad BK
- 2011 Schwedischer Meister mit dem Färjestad BK
- 2014 Schwedischer Vizemeister mit dem Färjestad BK

## Karrierestatistik

### International
Vertrat Norwegen bei:
| - U18-Junioren-Weltmeisterschaft 2001 - U20-Junioren-Weltmeisterschaft der Division I 2002 - U18-Junioren-Weltmeisterschaft 2002 - U20-Junioren-Weltmeisterschaft der Division I 2003 - Weltmeisterschaft der Division I 2003 - U20-Junioren-Weltmeisterschaft der Division I 2004 - Weltmeisterschaft 2006 - Weltmeisterschaft 2008 | - Qualifikationsturnier für die Olympischen Winterspiele 2010 - Weltmeisterschaft 2009 - Olympischen Winterspielen 2010 - Weltmeisterschaft 2010 - Weltmeisterschaft 2011 - Weltmeisterschaft 2012 - Weltmeisterschaft 2013 |

(Legende zur Spielerstatistik: Sp oder GP = absolvierte Spiele; T oder G = erzielte Tore; V oder A = erzielte Assists; Pkt oder Pts = erzielte Scorerpunkte; SM oder PIM = erhaltene Strafminuten; +/− = Plus/Minus-Bilanz; PP = erzielte Überzahltore; SH = erzielte Unterzahltore; GW = erzielte Siegtore; 1 Play-downs/Relegation; Kursiv: Statistik nicht vollständig)